# Draba simmonsii
Draba simmonsii là một loài thực vật có hoa trong họ Cải. Loài này được Elven & Al-Shehbaz mô tả khoa học đầu tiên năm 2008.